# Lavie Tidhar
Lavie Tidhar (in ebraico לביא תדהר‎?) (Afula, 16 novembre 1976) è uno scrittore israeliano la cui opera spazia fra numerosi generi, fra i quali la fantascienza, il fantasy e lo slipstream.
Il suo romanzo Wanted (titolo originale: Osama) ha vinto il World Fantasy Award for Best Novel del 2012, battendo 22/11/'63 di Stephen King e A Dance with Dragons di George R. R. Martin. Il suo romanzo Wolf (titolo originale: A Man Lies Dreaming) ha vinto il Jerwood Fiction Uncovered Prize, nella categoria Best British Fiction.

## Vita
Tidhar è cresciuto nell'atmosfera comunitaria di un Kibbutz israeliano. All'età di 15 anni ha iniziato a viaggiare molto, ed ha sfruttato le sue esperienze di viaggio in molte sue opere.
Da ragazzo, volendo scrivere una ricerca sugli autori di fantascienza israeliani, scoprì che non ve n'era nessuno.
Ha vissuto a lungo in Gran Bretagna e Sud Africa, ma anche in Laos e Vanuatu. Nel 2013 Tidhar viveva a Londra.

## Premi e riconoscimenti
- 2021 British Fantasy Award: nominato nella categoria Best Fantasy Nove per By Force Alone[5]
- 2017 Premio John Wood Campbell Memorial: vincitore nella categoria Best Novel per Central Station[6].
- 2016 Premio Roma: sezione Narrativa Straniera, finalista con Wolf (titolo originale: A Man Lies Dreaming).[7]
- 2016 Premio Seiun: Best Translated Novel category, finalista con The Violent Century.[8]
- 2016 International IMPAC Dublin Literary Award: nominato con A Man Lies Dreaming.[9]
- 2015 Jerwood Fiction Uncovered Prize: vincitore con A Man Lies Dreaming.
- 2015 British Fantasy Award: nominato nella categoria Best Novel con A Man Lies Dreaming[10]
- 2015 British Fantasy Award: nominato nella categoria Best Collection per Black Gods Kiss
- 2015 Gaylactic Spectrum Award: nominato nella categoria Best Novel per The Violent Century[11]
- 2015 International IMPAC Dublin Literary Award: nominato per The Violent Century.[12]
- 2012 Premio World Fantasy: vincitore nella categoria Best Novel per Osama.[13][14]
- 2012 British Fantasy Award: vincitore nella categoria Best Novella per Gorel & The Pot-Bellied God.
- 2012 BSFA Award: vincitore nella categoria Non-Fiction per il World SF Blog.
- 2012 Premio John Wood Campbell Memorial: nominato nella categoria Best Novel per Osama.
- 2012 Premio Sidewise per la storia alternativa: nominato nella categoria Long Form per Camera Obscura.
- 2012 BSFA Award: nominato nella categoria Best Novel per Osama.
- 2012 Kitschies Award: nominato nella categoria Best Novel perOsama.[15]
- 2011 Premio World Fantasy: nominato nella categoria Special Award, Non Professionalper il World SF Blog.
- 2011 Sturgeon Award: nominato nella categoria Best Short Story per The Night Train.
- 2011 Airship Award: nominato nella categoria Best Novel perCamera Obscura.
- 2011 Geffen Award: nominato nella categoria Best Novel per The Tel Aviv Dossier (scritto con Nir Yaniv)
- 2010 Last Drink Bird Head Award: vincitore per il World SF Blog
- 2010 Geffen Award: nominato nella categoria Best Novel per Retzach Bidyoni (scritto con Nir Yaniv)
- 2009 WSFA Small Press Award: nominato nella categoria Best Short Story per Hard Rain at the Fortean Cafe
- 2006 Geffen Award: nominato nella categoria Best Short Story per Poter Ta'alumot Be'chesed
- 2003 Clarke-Bradbury International Science Fiction Competition: vincitore nella categoria short story per Temporal Spiders, Spatial Webs

## Opere

### Romanzi
- The Tel Aviv dossier: a novel, scritto con Nir Yaniv, Toronto: ChiZine Publications, 2009, ISBN 9780980941043
- Wanted (edizione originale: Osama, PS Publishing, 2011), Gargoyle 2013.[16]
- Martian Sands. PS Publishing, 2013.
- The Violent Century, Hodder & Stoughton, 2013.[17]
- Wolf (edizione originale: A Man Lies Dreaming, Hodder & Stoughton, 2014), Frassinelli, 2015[18]
- Central Station, Tachyon Publications, 2016.

#### La serie "The Bookman Histories"
- The Bookman. Angry Robot Books, 2010.
- Camera Obscura. Angry Robot Books, 2011.
- The Great Game. Angry Robot Books, 2012.

#### La serie "Anti-Matter of Britain"
- By Force Alone, Head of Zeus, 2020
- The Hood, Head of Zeus, 2021

### Romanzi brevi
- An Occupation of Angels. United Kingdom: Pendragon press 2005. United States: Apex Publications 2010.
- Cloud Permutations. United Kingdom: PS Publishing 2010.
- Gorel and The Pot-Bellied God. United Kingdom: PS Publishing 2011.
- Jesus & The Eightfold Path. United Kingdom: Immersion Press 2011.

### Antologie
- Black Gods Kiss. United Kingdom: PS Publishing. 2015. Raccolta di cinque racconti brevi ed un romanzo breve collegati al romanzo breve Gorel & The Pot-Bellied God (2011).
- HebrewPunk. United States: Apex Publications. 2007. Raccolta di quattro racconti brevi collegati fra loro che reinventano il genere pulp fantasy secondo la cultura ebraica.

### Graphic Novel
- Going to the Moon. United Kingdom: House of Murky Depths, 2012. Disegni di Paul McCaffrey.
- Adolf Hitler's "I Dream of Ants!". United Kingdom: House of Murky Depths, 2012. Disegni di Neil Struthers.
- Adler. United Kingdom: Titan Comics. Miniserie in 5 parti, pubblicazione prevista per fine 2017. Disegni di Paul McCaffrey. ISBN 978-1782760719

### Poesia
- שאריות מאלהים (She'eriot Me'elohim), Tel Aviv, 1998

### Come curatore

#### La serie "The Apex Book of World SF"
Si tratta di una serie di antologie pubblicate a partire dal 2009, contenenti racconti brevi di narrativa speculativa internazionale. Tidhar ha curato i primi tre volumi, ed ha continuato col ruolo di curatore generale della serie a partire dal quarto volume. La serie si propone di far conoscere autori di fantascienza di tutti i continenti.
- The Apex Book of World SF. United States: Apex Publications. 2009.
- The Apex Book of World SF 2. United States: Apex Publications. 2012.
- The Apex Book of World SF 3. United States: Apex Publications. 2014.
- The Apex Book of World SF 4. United States: Apex Publications, 2015. Curato da Mahvesh Murad.

#### La serie "Jews vs..."
- Jews vs Zombies. Scritto con Rebecca Levene. United Kingdom: Jurassic London, 2015.[19]
- Jews vs Aliens. Scritto con Rebecca Levene. United Kingdom: Jurassic London, 2015.

#### Altro
- A Dick & Jane Primer for Adults. United Kingdom: British Fantasy Society Publications, 2008

### Racconti brevi

#### Antologie principali
- The Drowned Celestrial, Old Venus, curato da George R. R. Martin e Gardner Dozois, Bantam 2015[20]
- A Brief History of the Great Pubs of London, Pandemonium: Stories of the Smoke, curato da Anne C. Perry e Jared Shurin, Jurassic London 2012
- The Night Train, Strange Horizons, 2010. Inserito anche in The Year's Best Science Fiction: Twenty Eighth Annual Collection di Gardner Dozois e in The Best Science Fiction and Fantasy of the Year: Volume 5 di Jonathan Strahan.
- The Spontaneous Knotting of an Agitated String, Fantasy Magazine 2010. Inserito anche in The Year's Best Science Fiction: Twenty Eighth Annual Collection di Gardner Dozois
- The Integrity of the Chain, Fantasy Magazine, 2009. Inserito anche in The Year's Best Science Fiction: Twenty Seventh Annual Collection di Gardner Dozois
- Lode Stars, The Immersion Book of SF, curato da Carmelo Rafala, Immersion Press 2010
- To The Jerusalem Crater, Dark Faith, curato da Maurice Broaddus e Jerry Gordon, Apex Books 2010
- The Solnet Ascendancy, Shine, curato da Jetse de Vries, Solaris 2010
- The Love-Craft, Postscripts anthology series, curato da Peter Crowther e Nick Gevers, PS Publishing, 2009
- Shoes, Interfictions II, curato da Delia Sherman e Christopher Barzak, Small Beer Press 2009
- Set Down This, Phantom, curato da Sean Wallace e Paul Tremblay, Prime Books 2009
- One Day, Soon, Lovecraft Unbound, curato da Ellen Datlow, Dark Horse Comics 2009
- Shira, The Del Rey Book of Science Fiction & Fantasy, curato da Ellen Datlow, Del Rey 2008
- My travels with Al-Qaeda, Salon Fantastique, curato da Ellen Datlow e Terry Windling, Thunder's Mouth Press 2006
- Bophuthatswana, Glorifying Terrorism, curato da Farah Mendlesohn, 2007
- Grandma's Two Watches, Nemonymous Five, 2005
- The Ballerina, Nemonymous Three, 2003

#### Racconti pubblicati su riviste online
- Terminal, A Tor.Com Original, 2015 ( in Italia pubblicato su Millemondi n°80 , 2018 Arnoldo Mondadori Editore)
- Aphrodisia, Strange Horizons, 2010
- Butterfly and the Blight at the Heart of the World, Daily Science Fiction, 2010
- The Language of the Whirlwind, Clarkesworld Magazine, 2010
- Spider's Moon, Futurismic, 2009
- Jews in Antarctica, Fantasy Magazine, 2009
- The Dying World, Clarkesworld Magazine, 2009
- The Shangri-La Affair, Strange Horizons, 2009
- Blakenjel, Apex Magazine, 2008
- The Mystery of the Missing Puskat, Chizine, 2008
- Uganda, Flurb, 2008
- Elsbeth Rose, Fantasy Magazine, 2007
- High Windows, Strange Horizons, 2006
- 304, Adolf Hitler Strasse, Clarkesworld Magazine, 2006
- The Dope Fiend, Sci Fiction, 2005

#### Il ciclo "Central Station"
Numerose storie di Tidhar sono correlate e, secondo l'autore, questo è l'ordine cronologico:
- The Indignity of Rain, Interzone, 2012
- Under the Eaves, Robots: The Recent A.I., 2012 (Dozois’ Year’s Best, Horton’s Year’s Best)
- Robotnik, Dark Faith II, 2012
- The Smell of Orange Groves, Clarkesworld, 2011 (Dozois’ Year’s Best, Strahan’s Year’s Best)
- Crabapple, Daily Science Fiction, 2013
- The Lord of Discarded Things, Strange Horizons, 2012
- Filaments, Interzone, 2013
- Strigoi. Interzone, 2012
- The Book Seller. Interzone, 2013
- The God Artist, ancora inedito a febbraio 2013[22]
- Vladimir Chong Chooses to Die, Analog, 2014
- The Core, Interzone, 2013
- The Birthing Clinics, ancora inedito a febbraio 2013[22]

Tutti questi racconti sono stati pubblicati nel 2018 nella raccolta "Central Station". 

### Narrativa breve
- Il libraio, 2013, titolo originale Only Human, pubblicato su Urania Millemondi primavera estate 2016, Tutti i mondi possibili PARTE 1ª
- The Oracle, 2013, pubblicato su Analog 133 (parte del ciclo "Central Station")[23]
- L'ultimo Osama, titolo originale The Last Osama, traduzione di Dafne Munro, Collana Commons Apnea, Palermo, Urban Apnea Edizioni, 2018

### Saggistica
- La SF cinese nell'era della globalizzazione (titolo originale: Science Fiction, Globalisation, and the People's Republic of China), 2003, pubblicato in appendice a L'onda misteriosa, Urania 1511, traduzione di Roberto Marini
- Michael Marshall Smith: The Annotated Bibliography (2004)
- Art and War. Scritto con Shimon Adaf. United Kingdom: Repeater Books, 2016.